# Esbjörn Svensson

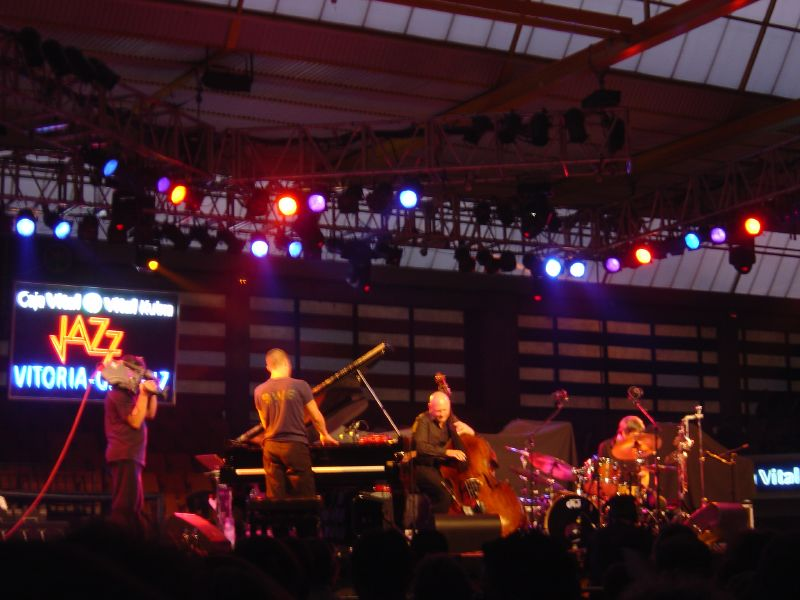
L'Esbjörn Svensson Trio en viu a Vitòria:
Esbjörn Svensson (piano)
Dan Berglund (contrabaix)
Magnus Öström (bateria)

Esbjörn Svensson (Västerås, 1964 - Estocolm, 2008) era un pianista suec, fundador junt amb Magnus Öström i Dan Berglund del grup de jazz Esbjörn Svensson Trio, al qual donava nom: alternativament, el conjunt també apareix ressenyat com EST o e.s.t.

## Biografia
Nascut Bror Fredrik Svensson el 16 d'abril de 1964 a Västerås, sa mare era pianista clàssica i son pare seguidor de Duke Ellington, per la qual cosa es va interessar per la música des de ben jovenet:
| « | Toque el piano perquè no hi havia cap altre instrument en ma casa: jo voldria haver tocat la bateria. Quan era menut me'n vaig muntar una amb parts velles i volia sonar com els Sweet en Ballroom Blitz, però Magnus Öström ja estava ensenyant-se, de manera que vaig decidir seguir amb el piano. Magnus i jo vam créixer junts i hem tocat ensems des del principi. Quan Magnus tingué la seua primera bateria la va dur a ma casa i començàrem a assajar. No teníem ni idea de com tocar, però era molt divertit. Com que no teníem mestre ni ningú que ens diguera com fer-ho, vam ser capaços de desenvolupar gradualment la nostra música en un estil únic i d'una manera individualista. | » |

Així, durant l'adolescència Esbjörn va arribar a tocar en grupets de rock amb companys de classe, abans de reprendre l'interés per la clàssica i, finalment, orientar-se cap al jazz. Als setze anys va començar a aprendre piano al conservatori i, més avant, va estudiar al Conservatori Reial d'Estocolm durant quatre anys.

### L'Esbjörn Svensson Trio
El 1990, Svensson va fundar el seu propi combo de jazz amb Magnus Öström a la bateria: ambdós ja havien debutat prèviament com a músics acompanyants en l'escena jazzística sueca i danesa durant la dècada del 1980. El 1993 se'ls va ajuntar el contrabaixista Dan Berglund, amb el qual van completar el grup i, el mateix any, van publicar el seu primer disc, When Everyone Has Gone («quan tots se n'han anat»), amb el nom d'Esbjörn Svensson Trio.

### Fama mundial
Llavors, durant la dècada del 1990 el trio va criar fama en l'escena jazzística escandinava, amb l'Esbjörn nomenat Músic de Jazz de l'Any a Suècia el 1995 i 1996 i Compositor de l'Any 1998, però no va ser fins a 1999 amb el disc From Gagarin's Point of View («des del punt de vista de Gagarin»), el primer editat fora d'Escandinàvia (per l'alemanya ACT), que el trio es va donar a conéixer internacionalment i va actuar en festivals com JazzBaltica i Festival de Montreux. D'ençà, amb la publicació de Good Morning Susie Soho («bon dia, Susie Soho») en 2000 van ser nomenats Trio de l'Any per la revista anglesa Jazzwise i, amb un recopilatori dels dos discs anteriors rebatejat Somewhere Else Before, van començar a atraure el públic nord-americà.

### Strange Place for Snow
L'any 2002 van publicar Strange Place for Snow («estrany lloc per la neu») i mamprengueren una roda mundial de presentació durant nou mesos per Europa, els EUA i els Japons que els va portar per primera volta a ciutats com València o Barcelona. Algunes de les cançons del disc van formar part de la banda sonora de la pel·lícula Dans ma peau («en la meua pell») de Marina de Van. El disc va guanyar el Jahrespreis der Deutschen Schallplattenkritik i el German Jazz Award d'Alemanya; el Choc de l'année de la Jazzman, la Victoire du Jazz als millors artistes internacionals a França i el premi revelació del MIDEM de Canes.

### Seven Days of Falling
A l'any següent, amb Seven Days of Falling («set dies de caiguda»), el grup va entrar directament en les llistes d'èxits d'Alemanya, França i Suècia, on va aplegar fins al lloc 15. Editat també en Amèrica, Japó i Corea del Sud, va permetre al grup telonejar k.d. lang en una gira pels Estats Units durant la qual van actuar per a més de cinquanta mil persones: dotze mesos després de l'aparició d'est últim disc, e.s.t. havien actuat per a més de cent mil persones, la qual cosa els va fer rebre el premi Hans Koller a l'Artista Europeu de l'Any, en desembre del 2004, per votació de vint-i-tres professionals del món del jazz de tants països diferents.

### Viaticum
Un mes després va aparéixer Viaticum, que encara tingué més èxit que els seus predecessors: va estar entre els cinquanta discs de pop més venuts en Alemanya i França i arribà al lloc 4 a Suècia. La gira subsegüent els va portar, a més dels llocs ja visitats, a territoris nous com Austràlia, el Brasil, el Canadà o Nova Zelanda. També van rebre sengles discs d'or i de platí d'Alemanya, un guardó de la IAJE i un nou Grammy suec, a banda d'un reconeixement destacat: e.s.t. va ser el primer combo de jazz europeu en ocupar la portada de la revista americana Down Beat, en maig del 2006. Després de publicar un altre disc d'estudi, Tuesday Wonderland, el seu concert de presentació a Hamburg la primavera d'hivern d'aquell any va ser publicat en novembre del 2007, l'últim àlbum en vida de Svensson.

### Mort
El 14 de juny de 2008 Svensson va desaparéixer durant una jornada de busseig a l'illa d'Ingarö, prop d'Estocolm: els seus acompanyants se'l van trobar inconscient, en estat greu, i se'l van emportar a l'Hospital Universitari de Karolinska, però no el van poder salvar. L'Esbjörn tenia llavors quaranta-quatre anys, estava casat i tenia dos fills.
El seu últim concert tingué lloc al Saló Txaikvoski de Moscou el 30 de maig del 2008; abans de l'accident, el trio acabava d'enllestir el seu nou disc, Lencocyte, previst per a setembre del mateix any: la gira de presentació els hauria dut a Xàbia un mes abans, en agost. El trio tenia actuacions en l'agenda fins al 2010.

## Discografia
| data | títol                            | segell             | comentaris                                             |
| ---- | -------------------------------- | ------------------ | ------------------------------------------------------ |
| 1993 | When Everyone Has Gone           | Dragon             | editat només a Escandinàvia                            |
| 1995 | E.S.T. Live '95                  | ACT Music + Vision | editat a Suècia amb el títol Mr. & Mrs. Handkerchief   |
| 1997 | Winter in Venice                 | Superstudio GUL    | premiat en els Grammy suecs                            |
| 1998 | Esbjörn Svensson Trio Plays Monk | Superstudio GUL    | més de deu mil còpies venudes només a Suècia           |
| 1999 | From Gagarin's Point of View     | Superstudio GUL    |                                                        |
| 2000 | Good Morning Susie Soho          | Superstudio GUL    |                                                        |
| 2001 | Somewhere Else Before            | ?                  | recopilació pels EUA dels dos discs anteriors          |
| 2002 | Strange Place for Snow           | Superstudio GUL    |                                                        |
| 2003 | Seven Days of Falling            | Superstudio GUL    |                                                        |
| 2003 | Live in Stockholm                | ?                  | DVD amb un directe de l'any 2000, vídeos i entrevistes |
| 2005 | Viaticum                         | Spamboolimbo       |                                                        |
| 2006 | Tuesday Wonderland               | ?                  | gravat i mesclat per Åke Linton a Göteborg             |
| 2007 | Live in Hamburg                  | ACT Music + Vision |                                                        |
| 2008 | Lencocyte                        | ?                  | aparició prevista per a setembre                       |